# 斯氏缺齿鼩
斯氏缺齿鼩（学名：Chodsigoa smithii）也称斯氏长尾鼩，一种分布于中国西部地区的小型哺乳动物，隶属于鼩鼱科缺齿鼩鼱属。

## 分类地位
本种由英国动物学家奥德菲尔德·托马斯于1911年描述发表，因缺齿鼩鼱属曾作为长尾鼩属的一个亚属，有写资料将其归为长尾鼩鼱属。也有学者视本种为大长尾鼩（Soriculus salenskii）的一个亚种。目前多数学者将其作为独立种。